# Сумарокова Тетяна Миколаївна
Тетяна Миколаївна Сумарокова (16 вересня 1922 — 28 травня 1997) — російська радянська журналістка, в роки Другої світової війни — військова льотчиця, штурман ескадрильї 46-го гвардійського нічного бомбардувального авіаційного полку, гвардії старший лейтенант.
Герой Російської Федерації (1995).

## Життєпис
Народилася 16 вересня 1922 року в місті Москві в родині військовика. Росіянка. Після закінчення середньої школи у 1939 році вступила до 2-го Московського державного медичного інституту. Закінчила 2 курси.
З початком німецько-радянської війни брала участь у будівництві оборонних споруд довкола Москви. До лав РСЧА призвана по мобілізації ЦК ВЛКСМ у жовтні 1941 року. У лютому 1942 року закінчила прискорені курси штурманів при Енгельській військовій авіаційній школі льотчиків. У
діючій армії — з 27 травня 1942 року: штурман ескадрильї 588-го (з лютого 1943 року — 46-го гвардійського) нічного бомбардувального авіаційного полку. Воювала на Південному, Закавказькому, Північно-Кавказькому, 2-у Білоруському фронтах. Член ВКП(б) з 1943 року.
Всього за роки війни здійснила 809 бойових вильотів на літакові По-2 із бойовим нальотом 1050 годин. Після закінчення війни була демобілізована.
Закінчила редакційно-видавничий факультет Московського поліграфічного інституту. Працювала редактором у видавництві «Фізкультура і спорт», газеті «Радянський патріот», видавництві «Знання». Член Спілки журналістів СРСР.
Мешкала у Москві, де й померла 28 травня 1997 року. Похована на Кунцевському кладовищі.

## Нагороди
Указом Президента Російської Федерації № 1036 від 11 жовтня 1995 року «за мужність і героїзм, виявлені в боротьбі з німецько-фашистськими загарбниками у Великій Вітчизняній війні 1941—1945 років», лейтенантові у відставці Сумароковій Тетяні Миколаївні присвоєне звання Героя Російської Федерації (№ 230).
Також нагороджена двома орденами Червоного Прапора (19.10.1942, 22.05.1945), орденом Вітчизняної війни 1-го ступеня (02.12.1945), двома орденами Вітчизняної війни 2-го ступеня (30.10.1943, 11.03.1985), орденами Червоної Зірки (26.04.1944), Дружби народів і медалями.